# Рождественский, Николай Александрович
Николай Александрович Рождественский — советский хозяйственный, государственный и политический деятель.

## Биография
Родился в 1909 году в Нижнем Новгороде в семье мелкого служащего. 
Трудовую деятельность начал в 1919 году рабочим сельхозкоммуны. 
С 1929 года — на хозяйственной, общественной и политической работе. Член ВКП(б) с 1929 года.  В 1928—1931 годах — на ответственной комсомольской работе, два года был на военной службе. 
В 1933—1938 годах работал в политотделе, директором завода в Омске. 
С 1939 года Николай Рождественский на партийной работе. В 1944—1949 годах — секретарь Омского горкома партии. 
В 1949 году окончил два высших учебных заведения: Омский педагогический институт и заочно Высшую партийную школу. 
В последующие 9 лет был председателем Омского горисполкома, в 1958—1961 годах — первый заместитель председателя облисполкома, последующие два года — начальник управления местной промышленности Омской области.
Прошёл путь от секретаря комитета первичной организации до заместителя заведующего отделом Нижегородского крайкома ВЛКСМ, заместителя начальника политотдела по комсомольской работе в Сосновском совхозе, секретаря партийных комитетов ряда крупных омских предприятий, секретаря райкома, Омского горкома ВКП(б), председателя Омского горисполкома, первого заместителя председателя Омского облисполкома, председателя Чебоксарского исполкома городского Совета депутатов трудящихся.
С 31 января 1963 года — председатель Чебоксарского горисполкома. 
Избирался депутатом Верховного Совета РСФСР 5-го созыва.
Умер после второго инфаркта 14 февраля 1967 года в Чебоксарах, похоронен на мемориальной аллее Первого городского кладбища.

## Память
- Именем Н. А. Рождественского в 1967 году названа улица в Ленинском округе Омска[1][3][4]:348.
- Именем Николая Рождественского в 2008 году названа улица в Ленинском районе Чебоксар (первое здание на улице появилось в 2012 году)[5][6].

## Отзывы современников
Из дюжины председателей городских советов мне запомнился приехавший к нам из Омска Н. А. Рождественский. В местах массовых посещений горожан он убрал заборы и ограждения. Хотел приучить чебоксарцев к бережному обращению с зелеными посадками, скверами, газонами и цветниками. Частично это ему удалось. Николай Александрович — так звали Рождественского — однажды в беседе со мной (я тогда временно исполнял обязанности главного архитектора города) поделился мыслью, что он мечтает чебоксарские овраги использовать под гаражное и складское строительство. А выходцы из деревни (большей частью бежавшие из колхозов), словно соревнуясь с Рождественским, спешили овраги занять самоволками. Глядишь, за ночь возведут засыпушку-хоромину и затопят печь.— А. И. Терентьев:138